# Aesthetica of a Rogue Hero
Hagure Yuusha no Estetica (яп. はぐれ勇者の鬼畜美学（エステティカ） Хагурэ Ю:ся но Эсутэтика, неоф.рус.«Эстетика заблудшего героя») — ранобэ Тэцуто Уэсу. В 2012 году студией ARMS был снят аниме-сериал, который транслировался с 6 июля по 21 сентября 2012 года.

## Сюжет
Сюжет повествует о главном герое, Акацуки Осаве. В прошлом он попал в параллельный мир, стал там героем и победил Короля Демонов. Перед смертью Король завещал Осаве позаботиться о его дочери. Воспитывать девушку Осава решил в своём родном мире, где представил её своей сестрой. По возвращении в родной мир, Осава обнаружил что подобные ему люди побывавшие в других мирах и получившие там различные паранормальные способности — норма. Всех их собирают и обучают в организации «Вавилон».

## Персонажи
- Акацуки Осава (яп. 鳳沢 暁月 О:сава Акацуки)

Главный герой, «Герой-Вор». Акацуки — высокий голубоглазый парень с грязной фиолетовой шевелюрой и обычно неряшливо одетый. Разгильдяй, тролль и бабник, однако, в основном спокойный и уверенный в себе. В целом добр и дружелюбен к людям, хотя в случае необходимости без сомнений может навалять по шее от избытка добрых чувств. В прошлом попал в параллельный мир под названием Алазард, где долгое время сражался с местным Королём Демонов. победив которого получил в награду признание, прозвище «Потерявшийся герой» и Принцессу Демонов под крылышко в нагрузку. По его словам, был в Алазарде не только героем, но и охранником борделя, где научился безошибочно определять размеры нижнего белья девушек и как бонус ловкость, достаточную. чтобы прикарманить это самое нижнее бельё за долю секунды с тела его обладательниц, причём даже незаметно для последних. Прибыв с принцессой демонов по имени Миу в свой мир (отказавшись от жизни с принцессой Алазарда), он вместе с ней был определён в «Вавилон», школу для посетивших иные миры. Там же он искренне заслужил «страшэнну любасть» со стороны студенческого совета. Зампредседателя особенно с ним «поладила», особенно после того, как он провернул с ней свой трюк, а точнее с её нижним бельём. Впоследствии выяснилось, что он пожертвовал волшебством ради одного стиля — стиля взаимосвязи естества, позволяющего ему контролировать потоки энергии внутри и вокруг себя (некоторые приёмы очень часто напоминают акупунктуру). Этот стиль даёт ему неуязвимость, сверхсилу и многое другое (например, возможность ходить по стенам или по воде). Не владея волшебством, не мог с помощью устройств призыва (УП) материализовать оружие, но позднее понял, что для этого ему надо не менее семи УП, с помощью которых вызывает в черно-сиреневом свете (у волшебников цвет света зелёный) Чёрный демонический клинок с замысловатым кровавым узором. При увеличении количества УП клинок увеличивается в размере и приобретает более сложную конфигурацию. Также оседлал мотоцикл, которым когда-то управлял его отец и который, обладая собственным разумом, не принимает никого, кроме своего истинного хозяина или равного ему по силе. Ненавидит, когда девушка плачет: достаточно одной слезинки, чтобы он тут же явился на помощь. По ходу сюжета влюбляется в свою подопечную. Имеет старшего брата, Михаила, который входит в Совет председателей «Кокона» (компании, управляющей всеми школами «Вавилон») и которого Акацуки почему-то ненавидит.
Сэйю — Нобухико Окамото.
- Миу Осава (яп. 鳳沢 美兎 О:сава Миу)

Главная героиня, принцесса демонов, дочь короля Демонов Гаррета, побеждённого Осавой. Розоволосая девушка с непомерно большой грудью, что создаёт ей по ходу сюжета массу неприятностей. Когда-то её отец предсказал, что однажды она будет передана на попечение какому-то герою и ей предстоит или остаться с ним, или уничтожить как недостойного. Тем самым героем оказался Осава Акацуки. Воспитывать он её отправился в свой мир, причём, так как жители Алазарда не могут пройти Врата миров, Миу попала на Землю в рюкзаке. Там она была записана как пропавшая много лет назад сестра Акацуки и принята в школу «Вавилон». Считает «брата» извращенцем, но из-за природной стеснительности и скромности никогда не говорит об этом в лицо. В «Вавилоне» она записана как волшебница, использующая магию стихий, но самой частой магией является магия ветра. Оружие, которая она вызывала с помощью УП — посох.
Сэйю — Ёко Хикаса.
- Кудзуха Домото (яп. 桐 元 葛 叶 До:мото Кудзуха)

Является представителем класса B, к работе относится серьезно несмотря на свой возраст. Хотя с первого взгляда Акацуки не нравится ей, со временем она становится ближе к нему, даже развивает некоторые чувства после того, как он помог ей обрести уверенность в собственные силы. Очень молодая девушка, сначала была в начальной школе, прежде чем перешла в старшие классы за счёт своего высокого уровня интеллекта. Близкая подруга Миу.
Сэйю — Кана Ханадзава
- Тикагэ Идзуми (яп. 五泉 千影 Идзуми Тикагэ)

Одноклассница Акацки и Миу. Дружественная девушка с короткими каштановыми волосами и янтарными глазами. Также является лесбиянкой, и признать этот факт ей не стыдно, хотя со временем у неё появляется симпатия к Акацуки.
Сэйю — Кана Уэда
- Кэнъя Онидзука (яп. 鬼冢 剣哉 Онидзука Кэнъя)

Проблемный старшеклассник и одноклассник Акацуки, который был понижен в рейтинге из класса А. Он не ладит с другими студентами и стремится запугивать их. Сначала держал обиду на Акацуки во время его первого дня в школе, но позже встал против Фила во время инцидента на турнире Вавилона.
Сэйю — Хидэо Исикава

## Список серий
| #  | эпизод                                             | сценарий         | раскадровка      | режиссёр эпизода  | анимация                        |
| -- | -------------------------------------------------- | ---------------- | ---------------- | ----------------- | ------------------------------- |
| 1. | A Strong, New Game 06.07.2012, 25 мин.             | Кингэцу Рюносукэ | Кудзё Рион       | Кудзё Рион        | Такахара Сюдзи                  |
| 2. | Holy Water Bond 13.07.2012, 25 мин.                | Кингэцу Рюносукэ | Кодэра Кацуюки   | Каваниси Тайдзи   | Фудзивара Микио Усуда Ёсио      |
| 3. | To Become an Adult 20.07.2012, 25 мин.             | Кингэцу Рюносукэ | Асари Фудзиаки   | Асари Фудзиаки    | —                               |
| 4. | The Hero`s Back 27.07.2012, 25 мин.                | Кингэцу Рюносукэ | Когава Ёриясу    | Такахаси Хидэтоси | Чо Ён-Рэ Чон Чжон-Мин           |
| 5. | A Day We Spend in the Weekend 03.08.2012, 25 мин.  | Кингэцу Рюносукэ | Ямамото Такаси   | Асари Фудзиаки    | Ли Сок-Ин                       |
| 6. | Supersonic Speed! Sleipnir 10.08.2012, 25 мин.     | Кингэцу Рюносукэ | Кодэра Кацуюки   | Каваниси Тайдзи   | Такахара Сюдзи                  |
| 7. | A Brute Panic on the Beach! 17.08.2012, 25 мин.    | Уэсу Тэцуто      | Ватанабэ Одахиро | Ватанабэ Одахиро  | Фудзивара Микио Хасимото Хидэки |
| 8. | Babel`s Ranking Tests Commence 24.08.2012, 25 мин. | Окубо Масахиро   | Кодэра Кацуюки   | Асари Фудзиаки    | Ли Сок-Ин                       |